# Sean Johnston
Sean Johnston (Mount Shasta, Condado de Siskiyou, California, Estados Unidos, 17 de noviembre de 1990) es un piloto de rally estadounidense que actualmente compite en el Campeonato del Mundo de Rally con un Citroën C3 Rally2 del equipo Saintéloc Junior Team.

## Trayectoria
Sean Johnston comenzó su carrera deportiva en 2011 en la North American Nissan GT Academy, una competencia televisada que llevó a los pilotos de simulador más rápidos de Gran Turismo 5 a competir en autos reales para ganar un contrato profesional con Nissan. Después de terminar segundo en la competencia, Johnston compitió en el IMSA GT3 Cup Challenge al año siguiente, consiguiendo 14 podios en 15 carreras, ganando el campeonato.
En 2013, Johnston se mudó a Europa para competir en la Porsche Carrera Cup Alemania y en la Porsche Mobil 1 Supercup. 
En 2018, Johnston se pasó a los rallies compitiendo junto al copiloto también americano Alexander Kihurani. Su primera competencia juntos fue la ADAC Opel Rallye Cup en Alemania en la cual lograron un podio y cuatro top-ten sobre seis participaciones.
En 2019, Johnston disputó el WRC y el ERC, en específico el JWRC y el ERC3. En el JWRC, Johnston consiguió el primer podio en su carrera deportiva como piloto de rallyes al terminar tercero en el Rally de Gran Bretaña. Además en esta temporada, Johnston probo por primera vez un automóvil con tracción total en la última fecha del ERC en Hungría: con el Citroën C3 R5 del Saintéloc Junior Team hizo un buen rallye al terminar en la octava posición a pesar de haber sufrido dos pinchazos y una penalización de un minuto.
En 2020, Johnston disputó con un Peugeot 208 R2, el Rally de Montecarlo en la categoría RC4. Sean Johnston ganó la prueba en la categoría RC4, convirtiendo a Johnston en el primer piloto americano en ganar una clase en el Campeonato Mundial de Rally. Luego del parate debido a la pandemia de Covid-19, Johnston participó con el Saintéloc Junior Team en el WRC-3: disputó los rallyes de Estonia, Turquía y Cerdeña.
En 2021, Johnston realizó un programa completo en el WRC-2 con el Saintéloc Junior Team recibiendo apoyo oficial de Citroën Racing. Disputó seis rallyes de los cuales puntuó en cuatro de ellos, logrando sus dos mejores resultados en el Rally de Montecarlo y el Rally Cataluña en donde terminó en la quinta posición. En el Rally de Cerdeña  el Rally de Estonia abandonó por vuelco en ambos rallyes. Su primera temporada en el WRC-2, terminó en la 13.º con 35 puntos.

## Resultados

### Campeonato Mundial de Rally
| Año  | Equipo                | Automóvil         | 1      | 2      | 3      | 4       | 5       | 6       | 7       | 8       | 9      | 10  | 11     | 12     | 13  | 14    | Pos. | Puntos |
| ---- | --------------------- | ----------------- | ------ | ------ | ------ | ------- | ------- | ------- | ------- | ------- | ------ | --- | ------ | ------ | --- | ----- | ---- | ------ |
| 2019 | Sean Johnston         | Ford Fiesta R2    | MON    | SWE 35 | MEX    | FRA Ret | ARG     | CHL     | POR     | ITA Ret | FIN 27 | GER | TUR    | GBR 26 | ESP | AUS C | NC   | 0      |
| 2020 | Sean Johnston         | Peugeot 208 R2    | MON 27 | SWE    | MEX    |         |         |         |         |         |        |     |        |        |     |       | NC   | 0      |
| 2020 | Saintéloc Junior Team | Citroën C3 R5     |        |        |        | EST 21  | TUR Ret | ITA Ret | MNZ     |         |        |     |        |        |     |       | NC   | 0      |
| 2021 | Saintéloc Junior Team | Citroën C3 Rally2 | MON 17 | ART 30 | CRO    | POR     | ITA Ret | SAF     | EST Ret | BEL     | GRE 17 | FIN | ESP 19 | MNZ    |     |       | NC   | 0      |
| 2022 | Saintéloc Junior Team | Citroën C3 Rally2 | MON 11 | SWE    | CRO 19 | POR Ret | ITA     | SAF 11  | EST 22  | FIN     | BEL    | GRE | NZL    | ESP    | JPN |       | NC   | 0*     |

- * Temporada en curso.

### WRC-2
| Año  | Equipo                | Automóvil         | 1     | 2     | 3      | 4       | 5       | 6     | 7       | 8   | 9     | 10  | 11    | 12  | 13  | Pos. | Puntos |
| ---- | --------------------- | ----------------- | ----- | ----- | ------ | ------- | ------- | ----- | ------- | --- | ----- | --- | ----- | --- | --- | ---- | ------ |
| 2021 | Saintéloc Junior Team | Citroën C3 Rally2 | MON 5 | ART 7 | CRO    | POR     | ITA Ret | SAF   | EST Ret | BEL | GRE 6 | FIN | ESP 5 | MNZ |     | 13.º | 35     |
| 2022 | Saintéloc Junior Team | Citroën C3 Rally2 | MON 4 | SWE   | CRO 11 | POR Ret | ITA     | SAF 2 | EST 10  | FIN | BEL   | GRE | NZL   | ESP | JPN | 8.º* | 33*    |

- * Temporada en curso.

### WRC-3
| Año  | Equipo                | Automóvil     | 1   | 2   | 3   | 4     | 5       | 6       | 7   | Pos. | Puntos |
| ---- | --------------------- | ------------- | --- | --- | --- | ----- | ------- | ------- | --- | ---- | ------ |
| 2020 | Saintéloc Junior Team | Citroën C3 R5 | MON | SWE | MEX | EST 8 | TUR Ret | ITA Ret | MNZ | 34.º | 4      |

### JWRC
| Año  | Equipo        | Automóvil      | 1     | 2       | 3       | 4     | 5     | Pos. | Puntos |
| ---- | ------------- | -------------- | ----- | ------- | ------- | ----- | ----- | ---- | ------ |
| 2019 | Sean Johnston | Ford Fiesta R2 | SWE 5 | FRA Ret | ITA Ret | FIN 5 | GBR 3 | 4.º  | 50     |

### ERC
| Año  | Equipo                | Automóvil      | 1      | 2      | 3      | 4      | 5   | 6      | 7   | 8     | Pos. | Puntos |
| ---- | --------------------- | -------------- | ------ | ------ | ------ | ------ | --- | ------ | --- | ----- | ---- | ------ |
| 2019 | Saintéloc Junior Team | Peugeot 208 R2 | AZO 22 | ESP 35 | LAT 30 | POL 22 | ITA | CZE 26 | CYP |       | 30.º | 7      |
| 2019 | Saintéloc Junior Team | Citroën C3 R5  |        |        |        |        |     |        |     | HUN 8 | 30.º | 7      |
| 2020 | Saintéloc Junior Team | Citroën C3 R5  | ITA    | LAT 10 | FAF    | HUN    | ESP |        |     |       | 25.º | 10     |